# Law & Order
Law & Order (Ley y orden en España y La ley y el orden en Hispanoamérica) es una serie de televisión policial y legal estadounidense, creada por Dick Wolf, emitida desde el 13 de septiembre de 1990 por la cadena NBC. Su trama, que se desarrolla en la ciudad de Nueva York, exhibe el trabajo de un grupo de investigadores del departamento de policía local, complementado con la labor desplegada por los fiscales del distrito, quienes se encargan de individualizar y procesar a los acusados de crímenes en los juicios.
La serie recibió numerosos reconocimientos y es, después de su propio spin-off Law & Order: Special Victims Unit y Los Simpson, la producción que cuenta con el mayor número de temporadas, totalizando 24 al aire desde su estreno. En 2010, tras finalizar su vigésima temporada, el policial superó en número de temporadas -no así en episodios- a Gunsmoke. 
El episodio piloto fue producido por la cadena CBS en 1988, aunque fue finalmente presentado en la NBC como el episodio número 6 de la primera temporada en 1990. El 14 de mayo de 2010, la NBC anunció el fin de Law & Order y el 24 de mayo siguiente, tras una esporádica baja en su nivel de audiencia, trasmitió el último episodio. El 24 de febrero de 2022, la serie regresó al aire. El 21 de marzo de 2024, NBC renovó la serie para una vigesimocuarta temporada, que se estrenó el 3 de octubre de 2024. El 8 de mayo de 2025, NBC renovó la serie para una vigesimoquinta temporada.

## Reparto y personajes
En el piloto rodado en 1988, George Dzundza y Chris Noth interpretaron a la pareja original de detectives, el sargento Max Greevey y el detective Mike Logan. Entre otros, Dzundza compitió con Jerry Orbach por el papel, decidiéndose los productores por Dzundza. Chris Noth y Michael Madsen fueron candidatos para el rol de Logan. Inicialmente fue considerado Madsen el ideal para interpretar al personaje, pero en una lectura final, los productores sintieron el manierismo interpretativo de Madsen repetitivo y Noth consiguió el papel. Redondeando la parte policial, fue escogido Dann Florek para interpretar al capitán Donald Cragen.
Por el lado de la fiscalía, el candidato de Dick Wolf para interpretar al asistente en jefe del fiscal del distrito, Benjamin Stone fue Michael Moriarty. En cambio, la cadena tenía preferencias por James Naughton. Finalmente la elección de Wolf prevaleció y Moriarty obtuvo el papel. Para el papel de Paul Robinette, asistente del fiscal del distrito, se consideró a Richard Brooks y Eriq La Salle. Nuevamente la elección de los productores se impuso y así el personaje acabó en manos de Brooks. Como el fiscal del distrito, Alfred Wentworth fue interpretado por Roy Thinnes.
Tras la marcha de Moriarty al final de la cuarta temporada, Wolf decidió que Sam Waterston sea su reemplazo para el comienzo de las nuevas grabaciones. Waterston dio vida al intrépido fiscal de distrito Jack McCoy, convertido por los televidentes en uno de los personajes más icónicos de la franquicia, perdurando en su rol protagónico de forma continua hasta la vigésima temporada. 
Los productores fueron incluyendo paulatinamente a personajes femeninos en el desarrollo de la franquicia. S. Epatha Merkerson, en su rol de la teniente policial Anita Van Buren, se incorporó en la tercera temporada, mientras que Jill Hennessy, interpretando a la joven abogada Claire Kincaid, se unió al reparto como nueva asistente del fiscal de distrito reemplazando a Robinette en el transcurso de la cuarta temporada. 
El programa, a partir de la segunda temporada, comenzó a utilizar la rotación de actores. Entre los miembros principales del reparto con mayor presencia en el programa se encuentran Steven Hill  como el fiscal de distrito Adam Schiff  (desde la temporada 1 a la 10),  Jerry Orbach como el detective Lennie Briscoe (desde la temporadas 3 a la 14), S. Epatha Merkerson como la teniente  Anita Van Buren (desde la temporadas 4 a la 20), Sam Waterston como el fiscal de distrito Jack McCoy (desde la temporada 5 a la 23); y de la temporada 5 a la 20, fue asistente del fiscal de distrito ejecutivo) y  Jesse L. Martin como el detective Ed Green (desde la temporada 10 a la 18).

## Episodios
| Temporada | Temporada | Episodios     | Episodios     | Emisión original         | Emisión original   | Puesto | Audiencia promedio |
| Temporada | Temporada | Episodios     | Episodios     | Primera emisión          | Última emisión     | Puesto | Audiencia promedio |
| --------- | --------- | ------------- | ------------- | ------------------------ | ------------------ | ------ | ------------------ |
|           | 1         | 22            | 22            | 13 de septiembre de 1990 | 9 de junio de 1991 | 46     | 12.1               |
|           | 2         | 22            | 22            | 17 de septiembre de 1991 | 12 de mayo de 1992 | 46     | 12.3               |
|           | 3         | 22            | 22            | 23 de septiembre de 1992 | 19 de mayo de 1993 | 56     | 10.2               |
|           | 4         | 22            | 22            | 15 de septiembre de 1993 | 25 de mayo de 1994 | 38     | 11.9               |
|           | 5         | 23            | 23            | 21 de septiembre de 1994 | 24 de mayo de 1995 | 27     | 11.6               |
|           | 6         | 23            | 23            | 20 de septiembre de 1995 | 22 de mayo de 1996 | 24     | 10.9               |
|           | 7         | 23            | 23            | 18 de septiembre de 1996 | 21 de mayo de 1997 | 27     | 10.5               |
|           | 8         | 24            | 24            | 24 de septiembre de 1997 | 20 de mayo de 1998 | 24     | 14.1               |
|           | 9         | 24 + película | 24 + película | 23 de septiembre de 1998 | 26 de mayo de 1999 | 20     | 13.8               |
|           | 10        | 24            | 24            | 22 de septiembre de 1999 | 24 de mayo de 2000 | 13     | 16.3               |
|           | 11        | 24            | 24            | 18 de octubre de 2000    | 23 de mayo de 2001 | 11     | 17.7               |
|           | 12        | 24            | 24            | 26 de septiembre de 2001 | 22 de mayo de 2002 | 7      | 18.7               |
|           | 13        | 24            | 24            | 2 de octubre de 2002     | 21 de mayo de 2003 | 10     | 17.3               |
|           | 14        | 24            | 24            | 24 de septiembre de 2003 | 19 de mayo de 2004 | 14     | 15.9               |
|           | 15        | 24            | 24            | 22 de septiembre de 2004 | 18 de mayo de 2005 | 25     | 13.0               |
|           | 16        | 22            | 22            | 21 de septiembre de 2005 | 17 de mayo de 2006 | 35     | 11.2               |
|           | 17        | 22            | 22            | 22 de septiembre de 2006 | 18 de mayo de 2007 | 54     | 9.4                |
|           | 18        | 18            | 18            | 2 de enero de 2008       | 21 de mayo de 2008 | 38     | 9.7                |
|           | 19        | 22            | 22            | 5 de noviembre de 2008   | 3 de junio de 2009 | 62     | 8.2                |
|           | 20        | 23            | 23            | 25 de septiembre de 2009 | 24 de mayo de 2010 | 60     | 7.2                |
|           | 21        | 10            | 10            | 24 de febrero de 2022    | 19 de mayo de 2022 | 39     | 5.92               |
|           | 22        | 22            | 22            | 22 de septiembre de 2022 | 18 de mayo de 2023 | 34     | 5.88               |
|           | 23        | 13            | 13            | 18 de enero de 2024      | 16 de mayo de 2024 | —      | —                  |
|           | 24        | 22            | 22            | 3 de octubre de 2024     | 15 de mayo de 2025 | —      | —                  |

1. ↑  En hogares, temporadas 1–7; En millones, temporadas 8–21.

## "Extraído de los titulares"
Los episodios de Ley y orden a menudo se anuncian como "extraídos de los titulares", un eslogan que se refiere a la práctica de la franquicia de concebir historias parcialmente inspiradas en titulares recientes. Puede haber algunas escenas que se parezcan a un titular conocido, mientras que la mayor parte del episodio va en una dirección diferente, o podría haber un personaje basado en un individuo famoso por un caso policial en las noticias, pero las circunstancias que la persona encuentra son en gran medida ficticias. 
Este tema "sacado de los titulares" se refleja en la secuencia de créditos iniciales que evoluciona desde medios tonos de periódico hasta fotografías de alta resolución. 
Los anuncios de episodios con cierta referencia a casos de la vida real a menudo usan la frase "extraído de los titulares", con un descargo de responsabilidad textual, dentro del episodio real, que enfatiza que la historia y los personajes son ficticios, principalmente para evitar demandas legales de algunas víctimas de delitos que se han visto referenciadas en el capítulo.

## Spin-offs
- Law & Order: Special Victims Unit (La Ley y el Orden: Unidad de víctimas especiales) (1999–presente).
- Law & Order: Criminal Intent (La Ley y el Orden: Acción criminal) (2001–2011).
- Law & Order: Trial by Jury (La Ley y el Orden: Juicio con jurado) (2005–2006).
- Law & Order: LA: (La Ley y el Orden: Los Ángeles) (2010–2011).
- Law & Order: Organized Crime: (La Ley y el Orden: Crimen Organizado) (2021–presente).

## Adaptaciones fuera de los Estados Unidos
- Law & Order: UK: (La Ley y el Orden: Reino Unido/Londres: Distrito Criminal) (2009–2014).
- París enquêtes criminelles: (Investigaciones de criminales en París) (2007–2008).
- Закон и порядок: отдел оперативных расследований: (División de Investigación de Campo) (2007–2011).
- Закон и Порядок: Преступный умысел: (Criminal Intent) (2007–2011).
- Law & Order Toronto: Criminal Intent (La ley y el orden Toronto: acción criminal) (2024-presente)